# Ministère de la Santé (Grèce)
Pour les articles homonymes, voir Ministère de la Santé.
Le ministère de la Santé (en grec moderne : Υπουργείο Υγείας) est le département ministériel du gouvernement de la République hellénique responsable de la gestion du système de santé.

## Historique

### Titulaires
| Nom                                                                 | Nom                                | Mandat            | Mandat            | Parti  | Gouvernement                 |
| ------------------------------------------------------------------- | ---------------------------------- | ----------------- | ----------------- | ------ | ---------------------------- |
| Ministre des Services sociaux                                       |                                    |                   |                   |        |                              |
|                                                                     | Andréas Kokkévis (el)              | 24 juillet 1974   | 9 octobre 1974    | EK     |                              |
|                                                                     | Spyrídon Doxiádis (el)             | 9 octobre 1974    | 21 novembre 1974  | Aucun  |                              |
|                                                                     | Vassíleios Derdemézis (el)         | 21 novembre 1974  | 22 février 1975   | ND     |                              |
|                                                                     | Konstantínos Chrysanthópoulos (el) | 22 février 1975   | 10 septembre 1976 | ND     |                              |
|                                                                     | Konstantínos Stephanópoulos        | 10 septembre 1976 | 28 novembre 1977  | ND     |                              |
|                                                                     | Spyrídon Doxiádis (el)             | 28 novembre 1977  | 21 octobre 1981   | ND     |                              |
|                                                                     | Paraskevás Avgerinós               | 21 octobre 1981   | 5 juillet 1982    | PASOK  | Andréas Papandréou I         |
| Ministre de la Santé et du Bien-être social                         |                                    |                   |                   |        |                              |
|                                                                     | Paraskevás Avgerinós               | 5 juillet 1982    | 17 janvier 1984   | PASOK  | Andréas Papandréou I         |
|                                                                     | Geórgios Gennimatás                | 17 janvier 1984   | 26 juillet 1985   | PASOK  | Andréas Papandréou I et II   |
| Ministre de la Santé, du Bien-être social et de la Sécurité sociale |                                    |                   |                   |        |                              |
|                                                                     | Geórgios Gennimatás                | 26 juillet 1985   | 5 février 1987    | PASOK  | Andréas Papandréou II        |
|                                                                     | Geórgios-Aléxandros Mangákis (el)  | 5 février 1987    | 23 septembre 1987 | PASOK  | Andréas Papandréou II        |
|                                                                     | Giánnis Phlóros (el)               | 23 septembre 1987 | 18 novembre 1988  | PASOK  | Andréas Papandréou II        |
|                                                                     | Apóstolos Kaklamánis (el)          | 18 novembre 1988  | 2 juillet 1989    | PASOK  | Andréas Papandréou II        |
|                                                                     | Miltiádis Évert                    | 2 juillet 1989    | 12 octobre 1989   | ND     | Tzannetákis                  |
|                                                                     | Geórgios Meríkas                   | 12 octobre 1989   | 11 avril 1990     | Aucun  | Grívas Zolótas               |
|                                                                     | Mariétta Giannákou                 | 11 avril 1990     | 8 août 1991       | ND     | Tzannetákis                  |
|                                                                     | Giórgos Soúrlas (el)               | 8 août 1991       | 3 décembre 1992   | ND     | Tzannetákis                  |
|                                                                     | Dimítris Sioúfas (el)              | 3 décembre 1992   | 13 octobre 1993   | ND     | Tzannetákis                  |
|                                                                     | Dimítris Kremastinós               | 13 octobre 1993   | 15 septembre 1995 | PASOK  | Andréas Papandréou III       |
| Ministre de la Santé et du Bien-être social                         |                                    |                   |                   |        |                              |
|                                                                     | Dimítris Kremastinós               | 15 septembre 1995 | 22 janvier 1996   | PASOK  | Andréas Papandréou III       |
|                                                                     | Anastásios Peponís (el)            | 22 janvier 1996   | 25 septembre 1996 | PASOK  | Simítis I                    |
|                                                                     | Kóstas Geítonas (el)               | 25 septembre 1996 | 30 octobre 1998   | PASOK  | Simítis II                   |
|                                                                     | Lámpros Papadíma (el)              | 30 octobre 1998   | 13 avril 2000     | PASOK  | Simítis II                   |
|                                                                     | Alékos Papadópoulos                | 13 avril 2000     | 13 juin 2002      | PASOK  | Simítis III                  |
|                                                                     | Konstantínos Stephanís (el)        | 13 juin 2002      | 10 mars 2004      | PASOK  | Simítis III                  |
| Ministre de la Santé et de la Solidarité sociale                    |                                    |                   |                   |        |                              |
|                                                                     | Nikítas Kaklamánis                 | 10 mars 2004      | 15 février 2006   | ND     | Kostás Karamanlís I          |
|                                                                     | Dimítris Avramópoulos              | 15 février 2006   | 7 octobre 2009    | ND     | Kostás Karamanlís I, II      |
|                                                                     | Marilíza Xenogiannakopoúlou        | 7 octobre 2009    | 6 septembre 2010  | PASOK  | Giórgos Papandréou           |
|                                                                     | Andréas Lovérdos                   | 6 septembre 2010  | 17 mai 2012       | PASOK  | Giórgos Papandréou Papadímos |
|                                                                     | Krístos Kíttas (el)                | 17 mai 2012       | 20 juin 2012      | Aucun  | Pikramménos                  |
| Ministre de la Santé                                                |                                    |                   |                   |        |                              |
|                                                                     | Andréas Lykouréntzos (el)          | 20 juin 2012      | 24 juin 2013      | ND     | Samarás                      |
|                                                                     | Spyrídon-Ádonis Georgiádis         | 24 juin 2013      | 9 juin 2014       | ND     | Samarás                      |
|                                                                     | Mavroudís Vorídis                  | 9 juin 2014       | 27 janvier 2015   | ND     | Samarás                      |
| Ministre de la Santé et de la Sécurité sociale                      |                                    |                   |                   |        |                              |
|                                                                     | Panayótis Kouroumblís              | 27 janvier 2015   | 28 août 2015      | SYRIZA | Tsípras I                    |
|                                                                     | Athanásios Dimópoulos (el)         | 28 août 2015      | 23 septembre 2015 | Aucun  | Thánou-Christophílou         |
| Ministre de la Santé                                                |                                    |                   |                   |        |                              |
|                                                                     | Andréas Xanthós                    | 23 septembre 2015 | 9 juillet 2019    | SYRIZA | Tsípras II                   |
|                                                                     | Vassílios Kikílias                 | 9 juillet 2019    | 31 août 2021      | ND     | Kyriákos Mitsotákis          |
|                                                                     | Thános Plévris                     | 31 août 2021      | 26 mai 2023       | ND     | K. Mitsotákis I              |
|                                                                     | Anastasía Kotanídou                | 26 mai 2023       | 27 juin 2023      | Aucun  | Sarmás                       |
|                                                                     | Michális Chryssohoïdis             | 27 juin 2023      | 4 janvier 2024    | ND     | K. Mitsotákis II             |
|                                                                     | Spyrídon-Ádonis Georgiádis         | 4 janvier 2024    | en cours          | ND     | K. Mitsotákis II             |